# Roosbeek (Vlaams-Brabant)

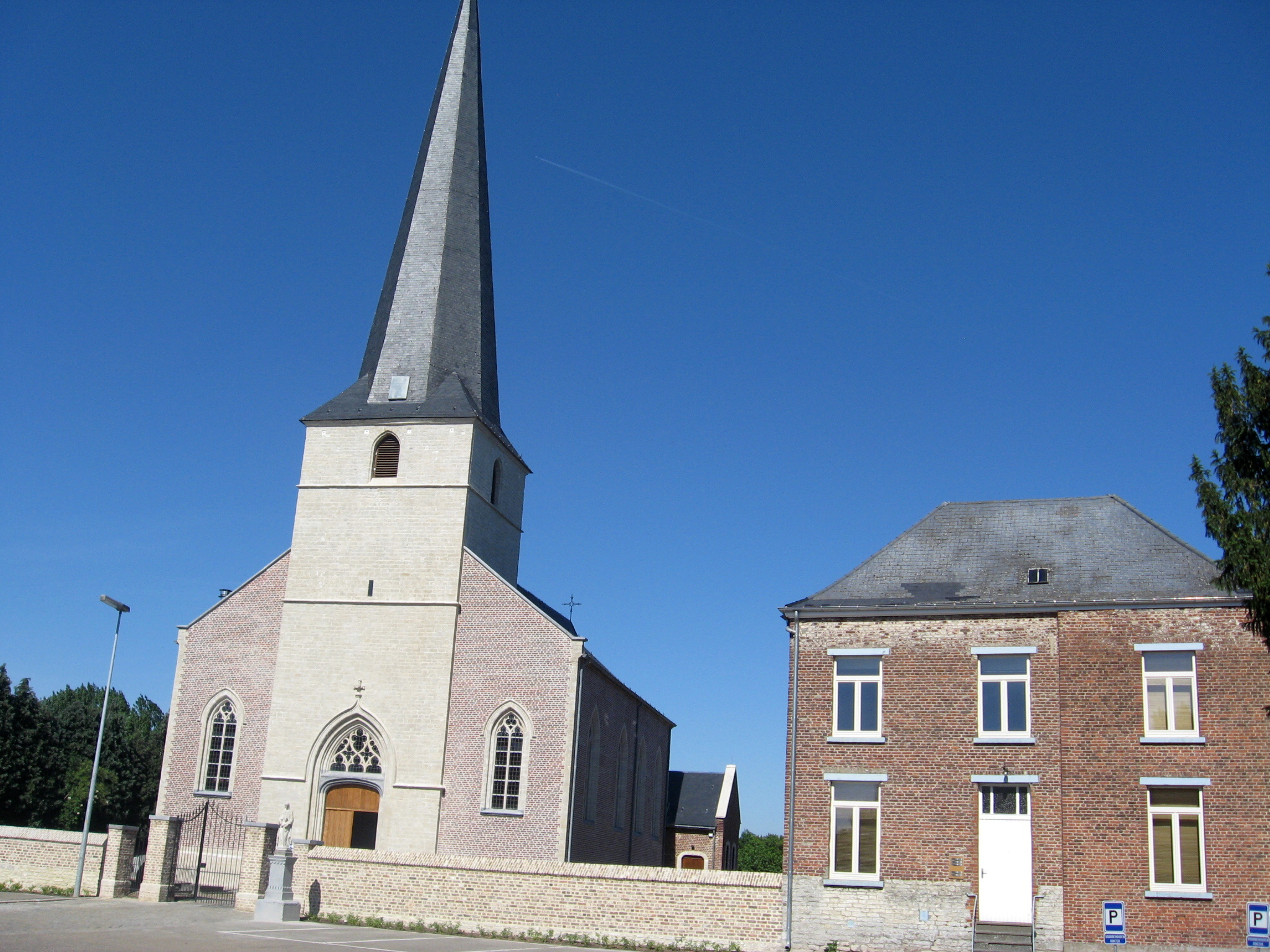
Sint-Annakerk, Roosbeek

Roosbeek is een dorp in de Belgische provincie Vlaams-Brabant en een deelgemeente van Boutersem. Roosbeek was een zelfstandige gemeente tot aan de gemeentelijke herindeling van 1970.

## Geschiedenis
De eerste schrijfwijzen waren Roscebeke (1224) en Rosebeke (1236) en zou kunnen voortspruiten uit de Salisch-Frankische vorm van “rietbeek". Ten tijde van de Romeinse overheersing strekte zich in een groot deel van Roosbeek één groot moeras uit. Rond 840 werd het zoals Kerkom bezit van de abdij van Cornelimunster en kwam vervolgens, langs het kapittel van Sint-Lambertus te Luik, grotendeels in handen van de abdij van Villers.
Tot 1822 was Neerbutsel een zelfstandige gemeente.

## Natuur en landschap
Roosbeek ligt tussen het Hageland en de Haspengouw, aan de Velp. De hoogte bedraagt 52-80 meter. De Velpevallei is een grote open ruimte tussen Roosbeek, Vissenaken en Glabbeek. Het uitgestrekte natuurgebied lokt veel wandelaars.

## Bezienswaardigheden
- De Sint-Annakerk
- Het Kasteel Roosbeek

## Demografische ontwikkeling
- Bronnen:NIS, Opm:1831 tot en met 1970=volkstellingen

## Openbaar vervoer
Het openbaar vervoer in de deelgemeente Roosbeek wordt verzorgd door De Lijn. De belangrijkste lijn in Roosbeek is lijn 380 (Leuven - Boutersem - Tienen) die de deelgemeente verbindt met Leuven en Tienen.
Voor intergemeentelijke verplaatsingen kunnen de inwoners ook gebruikmaken van de belbus Tienen - Boutersem - Hoegaarden.

## Nabijgelegen kernen
Kumtich, Butsel, Boutersem